# Petrosia durissima
Petrosia durissima är en svampdjursart som först beskrevs av Arthur Dendy 1905.  Petrosia durissima ingår i släktet Petrosia och familjen Petrosiidae. Inga underarter finns listade i Catalogue of Life.